# Quintette à cordes no 3 K. 515
Pour les articles homonymes, voir Quintette à cordes (homonymie).
Le Quintette à cordes no 3 en do majeur K. 515 est un quintette pour deux violons, deux altos et violoncelle de Mozart composé le 19 avril 1787. L'œuvre a été terminée moins d'un mois avant le Quintette à cordes no 4 en sol mineur K. 516. Ce n'est pas la dernière fois qu'un couple d'œuvres importantes de tonalités do majeur/sol mineur sont achevées en même temps. L'année suivante, les symphonies no 40  en sol mineur et no 41 en do majeur sont finalisées à quelques semaines de distance.

## Analyse de l'œuvre
Introduction de l'Allegro (violon 1 , violoncelle) :
La lecture audio n'est pas prise en charge dans votre navigateur. Vous pouvez télécharger le fichier audio.
Première reprise du  Menuetto: Allegretto (violon 1, violoncelle) :
La lecture audio n'est pas prise en charge dans votre navigateur. Vous pouvez télécharger le fichier audio.
Première reprise du Trio (violon 1, violon 2, puis violoncelle, puis alto 1) :
La lecture audio n'est pas prise en charge dans votre navigateur. Vous pouvez télécharger le fichier audio.
Introduction de l'Andante (violon 1) :
La lecture audio n'est pas prise en charge dans votre navigateur. Vous pouvez télécharger le fichier audio.
Introduction de l'Allegro (violon 1 , violon 2) :
La lecture audio n'est pas prise en charge dans votre navigateur. Vous pouvez télécharger le fichier audio.
1. Allegro, en ut majeur, à , 368 mesures, les mesures 1 à 151 répétées 2 fois
2. Menuetto: Allegretto, en ut majeur, à 
, avec un Trio en fa majeur, 48+66 mesures
3. Andante, en fa majeur, à 
, 128 mesures
4. Allegro, en ut majeur, à 
, 539 mesures

- Durée d'exécution: environ 45 minutes